# اليمامة (إقليم)

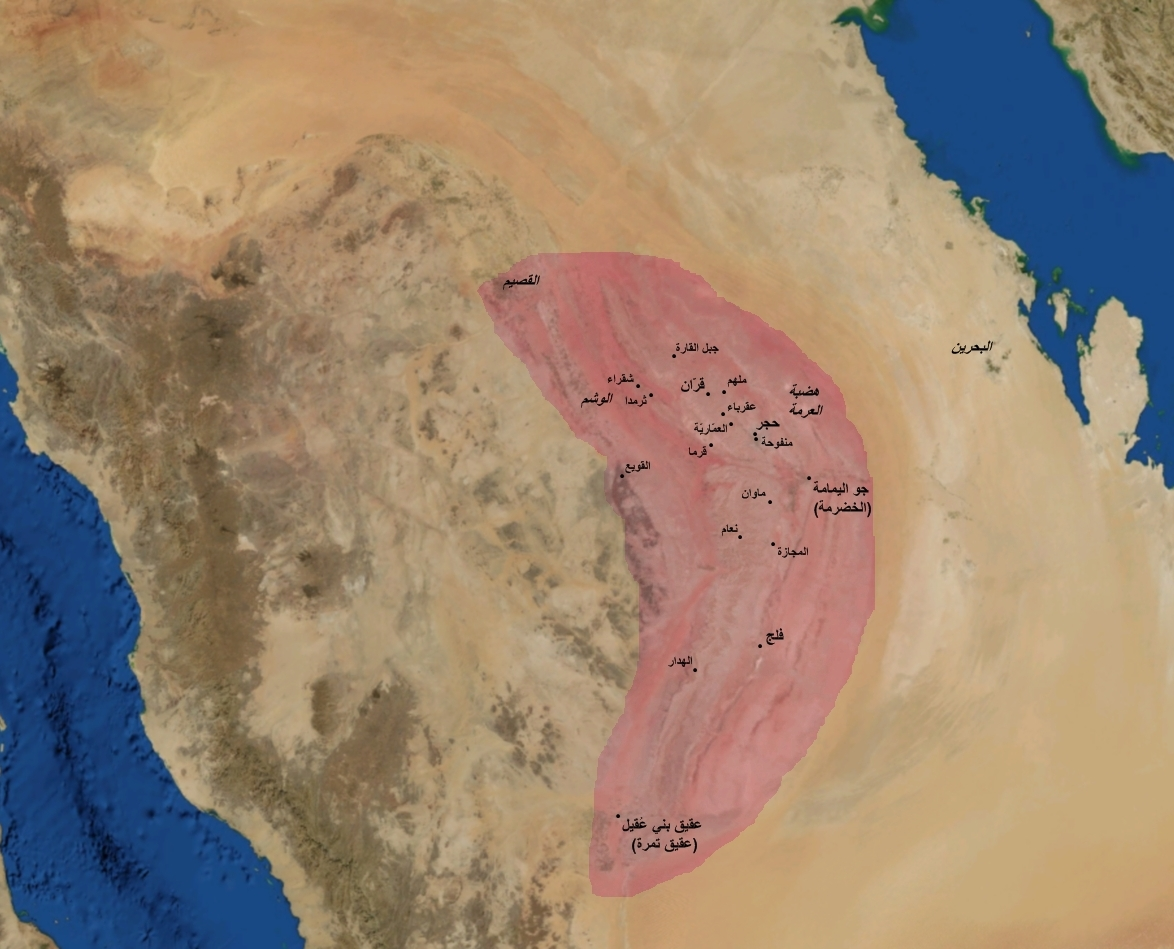
إقليم اليمامة في أقصى اتساعه حسب وصف الهمداني وياقوت الحموي.

اليمامة اسم لإقليم فرعي تابع لإقليم نجد الواقع في وسط شبه الجزيرة العربية و يقع إلى الجنوب من نجد، كانت البحرين تحدها قديمًا من جهة الشرق والحجاز من ناحية الغرب، ونجد من الشمال، واليمن من الجنوب، وكان العارض جبلها والعرض واديها وحجر عاصمتها وقاعدة حكمها، واليوم باتت اليمامة محصورة في بلدة صغيرة تعرف باسم اليمامة وتقع في الخرج في نجد، فقد أدخل ياقوت الحموي في معجم البلدان أراضي القصيم في الشمال، ووادي العقيق في الجنوب ضمن إقليم اليمامة. ويقال إن الإقليم سمّي بهذا الاسم على قرية من قراها تسمى جو اليمامة، تقع حالياً ضمن محافظة الخرج ثم توسع الاسم ليشمل المناطق المجاورة الداخلة في عمل اليمامة في العصر الأموي والعباسي من القصيم شمالاً وحتى وادي العقيق جنوباً، وهي التي تصادف تقريباً جبل العارض أو عارض اليمامة (طويق حالياً) وما حوله. كانت أهم حواضرها في الجاهلية والقرون الأولى من الإسلام حجر (أو حجر اليمامة) وهي التي أقيمت عليها فيما بعد مدينة الرياض، إضافة إلى منفوحة والخضرمة (و هي نفسها جو اليمامة وتسمى أيضاً الخضارم) والعمارية وأثيثية وغيرها، ولكن يبدو أن العمران والزراعة تركزا في مناطق العارض والوشم ووادي حنيفة والخرج والأفلاج الحالية، بينما غلب على بعض أرجائها الأخرى الطابع البدوي حتى القرن العاشر الهجري (الخامس عشر الميلادي). وكانت اليمامة منذ عصر ما قبل الإسلام مصدر رئيسي للحنطة أي القمح وكانت كما ورد في كتب السيرة تزود مكة والطائف وغيرها بالقمح.
قبائل اليمامة الشهيرة:
قبيلة ( بنو جرم )
قبيلة ( بنو هزان ) 
قبيلة ( بنو باهله )
قبيلة ( بنو عامر ) 
قبيلة ( بنو جشم )
قبيلة ( بنو حنيفة )

## تاريخ اليمامة

### العصر الحجري
كانت شبه الجزيرة العربية جزءاً من تاريخ الإنسان القديم، وهذا ما كشفته الآثار التي تركها الإنسان في تلك العصور، ولم تكن اليمامة (عالية نجد) بعيدة عن ذلك التكوين الحضاري القديم. بل أنها ساهمت في مسألة الاستيطان في المنطقة؛ وذلك لعدة من حيث توسطها في قلب شبه الجزيرة العربية فهي محطة عبور للعديد من القوافل التجارية منذ القدم، بالإضافة إلى التنوع الجغرافي في طبيعة الأرض كان سبباً أسهم في تكوين الحضارات المختلفة  فجزؤها الغربي يقع في منطقة الدرع العربية ذات التكوين الناري، وجزؤها الشرقي في منطقة الرف العربي الواقعة شرق الدرع العربية، كما تخترقها سلسلة جبال طويق التي تمتد من الجنوب إلى الشمال على هيئة قوس ينحدر بشدة نحو الغرب، بطول يبلغ تسعمائة كيلومتر، وارتفاع يصل إلى ما يقارب 1100 متر عن سطح البحر
يعود أقدم موقع استيطان إنساني معروف في منطقة اليمامة إلى فترة العصر الحجري القديم الذي يشمل على حضارتين رئيستين هما: الحضارة الأولدوانية، والحضارة الآشولية. وبالرغم من أقدمية الاستيطان في المنطقة إلا أنه لم يعثر على مواقع تنتمي إلى فترة الحضارة الألدوانية ويعود ذلك إلى كبر الحجم الجغرافي للمنطقة وقلة المسوحات الميدانية الأثرية.
أما في فترة الحضارة الآشولية فتعد منطقة مملكة اليمامة من المناطق الغنية في شبه الجزيرة العربية بالمواقع الأثرية وتؤكد ذلك المسوحات والأعمال الميدانية التي قامت بها وكالة الآثار والمتاحف واستطاعت إيجاد العديد من التجمعات من مواقع الحضارة الآشولية في الجزء الواقع شمالي مدينة الرياض ومنطقة عروق بنبان وهضبة العرمة كما اشتملت منطقة جبال طويق وأجزاء كبيرة من المناطق الجبلية والسهلية الواقعة في منطقة الدرع العربي البركانية بمنطقة حجر اليمامة (الرياض حالياً) على عشرات المواقع الأثرية التي تحوي أدوات حجرية تعود إلى الحضارة الآشولية.
وقد عثر على العديد من القطع الأثرية كالفؤوس الحجرية والأدوات ثلاثية الأوجه والأحجار الخام والسواطير والمدببات والأدوات ثنائية الوجه والمكاشط والمدقات والمسننات والمعاول وعدد من السكاكين وقد صنعت هذه الأدوات من أنواع متعددة من المواد الخام منها الكوارتزيت والأنديسات والجرانيت ومن الملاحظ على الأدوات الحجرية التي تعود للحضارة الآشولية وجود طبقة كثيفة داكنة اللون على أسطحها الخارجية التي تكونت بعوامل تعرية الطبيعة.
وقد اتبعت نمط معين في توزيعها وانتشارها الجغرافي مماثلاً للنمط الذي كانت عليه المواقع الآشولية السابقة، ويأكد ذلك وجود طبقة موستيرية تعلو الطبقة الآشولية بموقع ضفاقة. وفي هذه الحقبة اعُتمد في تصنيع الأدوات الحجرية على الأحجار البركانية وأحجار الكوارتز والكوارتزيت والصوان والشيرت ويلحظ في تصنيعها صغر حجم الأدوات مقارنة بالفترات الحضارية الآشولية وهذا يدل على توجه صانعي الأدوات الحجرية في تخصيص أنواع معينة من الأدوات الحجرية للقيام بمهام محددة مما يستدعي عمل تغييرات بسيطة على الشكل العام للأداة الحجرية كي يمكن استخدامها في الغرض الذي صممت من أجله

### عصر ما قبل الإسلام وما بعده
واليمامة هي مسرح لقصة زرقاء اليمامة الجديسية وقومها طسم وجديس قبل الإسلام، كما كانت من ضمن أراضي مملكة كندة في القرن الرابع الميلادي. وقد شهدت أيضاً على حروب الردة بزعامة مسيلمة الكذاب الحنفي في عامي (11 - 12هـ /633-635 م) ضد جيش خالد بن الوليد، وبقية أهالي اليمامة الذين يقودهم ثمامة بن أثال الحنفي.
في بداية العصر الأموي أقام نجدة بن عامر الحنفي زعيم طائفة النجدات من الخوارج دولة في اليمامة وبسط نفوذه مؤقتاً على القطيف عاصمة إقليم البحرين، إلا أنه سرعان ما سقطت تلك الدولة لتصبح اليمامة تابعةً لولاة البحرين من قبل الأمويين ثم العباسيين حتى عام 252 هـ - 866 م، حين استولى محمد بن يوسف الأخيضر، وهو من نسل الحسن بن علي بن أبي طالب، على الخضرمة وجعلها عاصمة لدولته. كانت الدولة الأخيضرية تعتنق مذهب الزيدية، واتسمت بالجور والاضطهاد وامتلاك الأراضي وفرض الضرائب مما تسبب بهجرة كثير من أهلها إلى خارج الجزيرة، مما كان له أكبر الأثر على تاريخ المنطقة وقد استمرت الدولة الأخيضرية حتى منتصف القرن الخامس الهجري حين قضى عليها القرامطة، فظلت المنطقة في حالة من العزلة السياسية وانعدام تام للحكم المركزي لمدة قرون. ويبدو أنه في هذه الفترة طغى اسم نجد - وهو أيضاً اسم قديم أيضاً ولكن ذو طابع طوبوغرافي كان يقصد به قديماً الهضبة المجاورة للحجاز من الغرب - على المنطقة بدل اليمامة.

### وصف حجر اليمامة
حجر هي مِصر اليمامة وقصبتها وأول منازل بنو حنيفة فيها وقاعدة سلطانها، وصفها الرحالة ابن بطوطة في القرن الثامن الهجري (الرابع عشر الميلادي)، فذكرها بالاسم ووصفها بأنها "مدينة حسنة خصبة ذات أنهار وأشجار، يسكنها طوائف من العرب، وأكثرهم من بني حنيفة، وهي بلدهم قديماً، وأميرهم طفيل بن غانم"

## أصل التسمية
يوجد قولين على تسمية اليمامة؛ الأول هو أن اليمامة مشتقة من طائر اليمام ومفرده يمامة، والقول الثاني أنها مسماة على زرقاء اليمامة الجديسية، ولكن هذه التسمية موجودة قبل أن توجد زرقاء اليمامة.